# Sigurd Sterner
Carl Edvard Sigurd Sterner, född den 11 november 1881 i Stockholm, död den 24 september 1961 i Norrköping, var en svensk ingenjör. 
Sterner, som var son till bankdirektör Edvard Sterner och Augusta Lundberg, avlade studentexamen 1899 och avgångsexamen från tekniska högskolan i Dresden 1908. Han var anställd vid stadsingenjörskontoret i Stockholms stad 1908–1916, i Malmö stad 1917–1919, i Norrköpings stad från 1919 och var stadsingenjör där 1945–1949 (tillförordnad 1944). Han är begravd på Skogskyrkogården i Stockholm.